# アファルターバッハ
アファルターバッハ (ドイツ語: Affalterbach)は、ドイツ連邦共和国バーデン＝ヴュルテンベルク州ルートヴィヒスブルク郡に属す町村（以下、本項では便宜上「町」と記述する）である。この町は、シュトゥットガルト地域（1992年まではミットレラー・ネッカー地域）およびシュトゥットガルト大都市圏に含まれる。この町はマールバッハ・アム・ネッカー自治体行政連合を形成する自治体の1つである。

## 地理

### 位置
アファルターバッハは、ネッカー盆地に位置している。マールバッハ・アム・ネッカーの南東約 5 km のレムベルク東斜面の麓にあたる。町域の最高地点は海抜 365 m である。町域の北東角は、ムル川の谷へ落ち込んでおり、最低地点は海抜 212 m の川よりわずかに低い。ムル川左岸の支流ブーヒェンバッハの最下流の谷が東の町境の大部分をなしている。アファルターバッハは、ルートヴィヒスブルク郡の東端に位置している。

### 自治体の構成
自治体としてのアファルターバッハは、同名の主邑の他に、小集落のシュタイネヒレとその南東から東に位置するヴォルフゼルデンからなる。2つの小集落はブーヒェンバッハタール左岸に位置している。ビルカハホーフ農場は、シュタイネヒレの対岸、ブーヒェンバッハ右岸に突き出した形の高台に位置している。新しい庭園集落ビルクハウは、主邑とヴォルフゾルデントの間に位置している。行政上の地区になっていないこれらの集落の他に小さな農業集落がある。アファルターバッハの南に位置するボレンホーフェもその1つであるが、やはり行政上の地区にはなっていない。

### 隣接する市町村
アファルターバッハは、北はキルヒベルク・アン・デア・ムル、東はブルクシュテッテン、南東から南はロイテンバッハ、南はヴァイブリンゲン（以上、いずれもレムス＝ムル郡）、南西は、マールバッハ・アム・ネッカーの飛地であるジーゲルハウゼン小集落、西はルートヴィヒスブルク、北西はエルトマンハウゼン（以上、ルートヴィヒスブルク郡）と境を接している。

### 土地利用
| 土地用途別面積     | 面積 (km2) | 占有率 |
| ------------------ | ---------- | ------ |
| 住宅地および空き地 | 0.63       | 6.2 %  |
| 産業用地           | 0.31       | 3.1 %  |
| レジャー用地       | 0.16       | 1.5 %  |
| 交通用地           | 0.69       | 6.8 %  |
| 農業用地           | 6.80       | 67.0 % |
| 森林               | 1.16       | 11.4 % |
| 水域               | 0.06       | 0.6 %  |
| その他の用地       | 0.34       | 3.3 %  |
| 合計               | 10.15      |        |

州統計局の2018年現在のデータによる。

## 歴史

### 原始から中世
この集落の最初の文献記録は、972年になされている。しかし出土品は、この地域では6600年前の新石器時代から定住が行われていたことを証明している。この他に、骨壺墓地文化時代や、ケルト時代、ローマ時代の集落からの出土品もある。数 km 離れたシュタインハイム・アン・デア・ムルでは、25万年前のものと推定されるホモ・シュタインハイメンシスの頭蓋骨が発見されている。すべてのヨーロッパ人がホモ・シュタインハイメンシスの末裔であるという説が唱えられている。文化史的な観点からは、アファルターバッハはフランク人支配地とアレマン人支配地との境界にあたる。
アレマン人は200年の間に、広大な地域を征服することに成功した。フランク人は496年に南のケルンから戦いに望んだ。フランク人はアレマン人を制圧し、遙か南に追いやった。レムベルクとホーエンアスペルクを通るラインが境界となった。これによりアファルターバッハのある地域は、直接境界地域に面することとなった。フランク人はおそらくレムベルクに軍事施設を設け、ここを国境を防衛し、街道を監視する拠点とした。この地域を重要な交易路が通っていたためである。
1322年にアファルターバッハはヴュルテンベルク伯領となり、アムト・マールバッハに組み込まれ、これによりアルトヴュルテンベルクの一部となった。

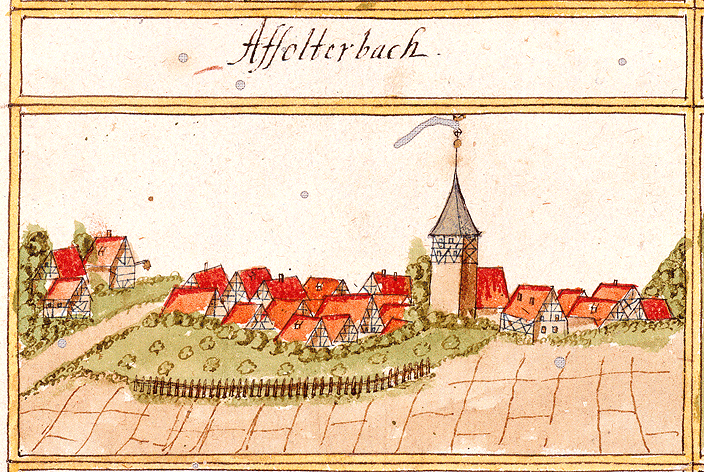
アンドレアス・キーザーによって1686年の森林台帳に描かれたアファルターバッハ

### 地名の由来
町名の「アファルターバッハ Affalterbach」は、古いドイツ語の単語 Affalter（= Apfelbaum、すなわちリンゴの木を意味する）に由来する。ここでは、972年にはすでに他所よりも多くの果樹栽培が営まれていた。1965年時点においてもなお、29,907本の樹高の高い果樹が栽培されていた。最上流部が「アプフェルバッハ」という名で呼ばれるシュトロムバッハ（川）は、アファルターバッハ南部を流れる小さな川である。集落名は、この川の名前に由来する可能性もある。

### 16世紀から第二次世界大戦まで
この集落の詳細な記録は1525年に初めて現れる。当時アファルターバッハには43軒、ヴォルフゼルデンには3軒の家があり、269人が暮らしていた。1584年までに戸数や人口はほぼ倍増した。三十年戦争はアファルターバッハに大きな被害をもたらした。1640年頃には生き延びた住民たちは故郷を離れ、1649年春まで破壊と完全な荒廃のなすがままであった。1652年に状況調査が行われたが、無傷で住居可能な家屋は1軒もなかった。それからおよそ50年後の1703年には、アファルターバッハに 344人が住んでいた。その後100年以内にその数は3倍になった。1802年のアファルターバッハの人口は1,033人であった。

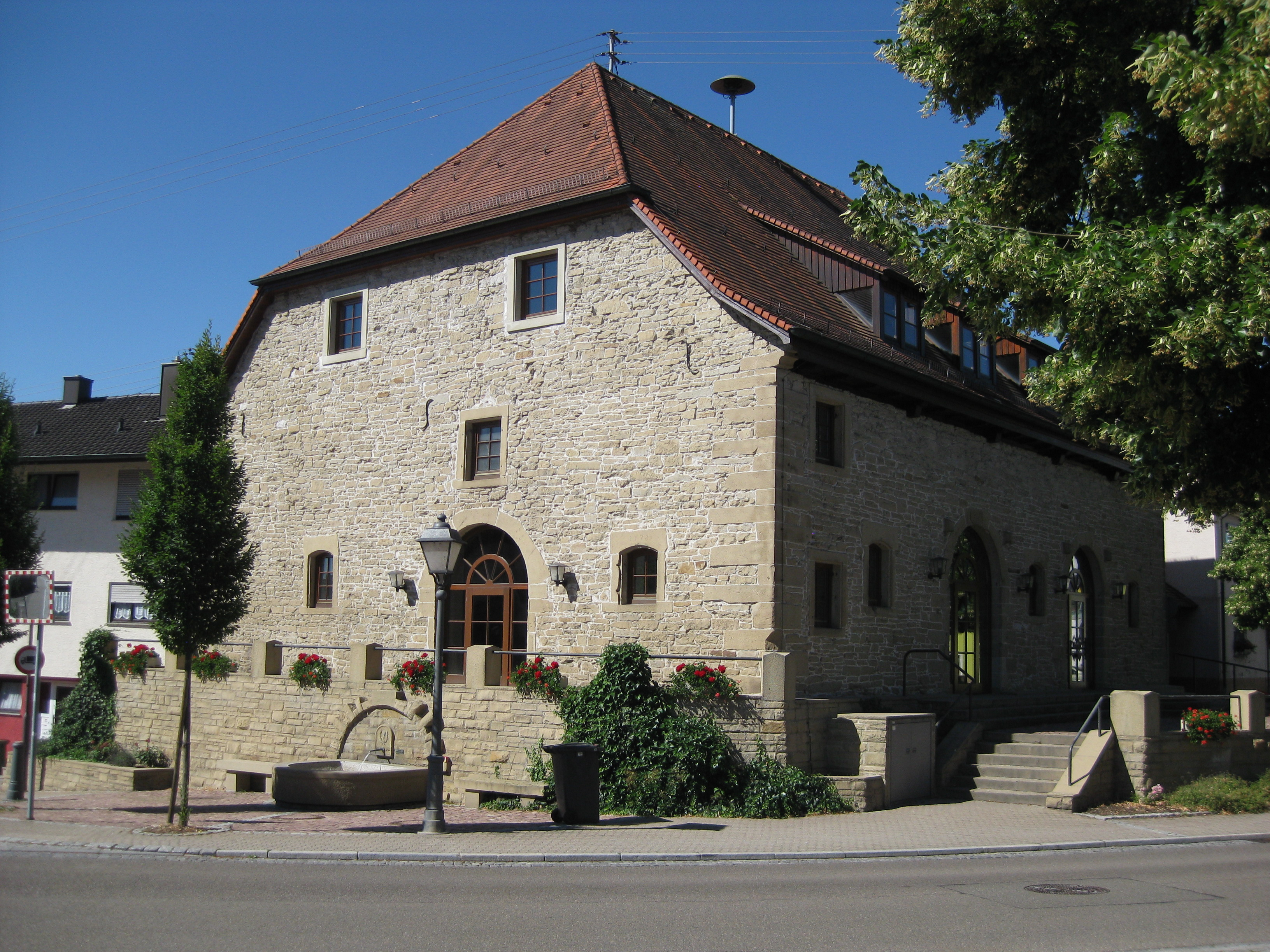
ビュルガーハウス・ケルター

生活環境は同じであったため、こうした発展は社会問題を引き起こした。それにもかかわらず人口はその後急増した。1864年には1,532人のそれまでの最大値となった。これによりアファルターバッハはアムト・マールバッハの重要な自治体の1つとなった。国全体がそうであったようにアファルターバッハにおいても、農業では多くの人口を養えない状態にあり、経済環境は劣悪であった。かなりの数の住民が手工業に携わった。ヴュルテンベルク王国が成立した1806年時点でアファルターバッハには、少なくとも仕立職人10人、機織職人18人、靴職人8人、食肉職人4人、粉挽き職人1人、パン職人4人、鍛冶職人5人、車職人3人、樽職人4人、左官職人7人、大工7人、家具職人2人、羊飼い2人、理髪師1人がいた。その多くは、最低レベルの生活すら得られなかった。そのため多くの人々が故郷を離れ、遠くに幸運を求めた。1816年から1910年までに496人のアファルターバッハ住民が転出した。その多く（383人）がアメリカに向かった。19世紀末に工業化が始まったことでやっと経済状態が改善された。発展はアファルターバッハを、文字通り、通り過ぎていった。交易や商売はここに定着しなかった。アファルターバッハは農業の町として存続することを望み、町議会はこれに貢献した。このため多くの人々が街を去って行った。人口は減少を続け、1939年には1,034人の極小値を記録した。
ナチ時代のヴュルテンベルクの郡再編により、1938年にアファルターバッハはバックナング郡に属すこととなった。

### 1960年から現代
1960年代初め、後に最大の地元企業となるヴィネンダー通りの Friedrich Feyhl 家具製造所が、従業員数わずか5人で開業した。当時この町には、営業税の税収がなかった。現在のアファルターバッハは、田舎の風情を残す住宅・工業地となっている。アファルターバッハは、「ルートヴィヒスブルク郡で最も美しい集落」のタイトルを2度獲得している。同時に近代的な工業系企業が本社を構えてもいる。そのうち、1社を除き、従業員数20人以下の企業はいずれもアファルターバッハで起業した。現在この町には1,700人以上の職場があり、増加傾向にある。
上述した通り、この集落は1938年までオーバーアムト・マールバッハに属し、その後バックナング郡に属した。1973年のバーデン＝ヴュルテンベルク州の郡再編成に伴い、バックナング郡は廃止され、アファルターバッハはルートヴィヒスブルク郡に編入された。

## 住民

### 人口推移
| 時期   | 人口（人） |
| ------ | ---------- |
| 1525年 | 269 人     |
| 1602年 | 435 人     |
| 1703年 | 344 人     |
| 1730年 | 502 人     |
| 1802年 | 1,033 人   |
| 1864年 | 1,532 人   |
| 1939年 | 1,034 人   |
| 1961年 | 1,521 人   |
| 1970年 | 3,061 人   |

| 時期   | 人口（人） |
| ------ | ---------- |
| 1991年 | 4,513 人   |
| 1995年 | 4,524 人   |
| 2000年 | 4,511 人   |
| 2005年 | 4,625 人   |
| 2010年 | 4,453 人   |
| 2014年 | 4,470 人   |
| 2015年 | 4,451 人   |
| 2016年 | 4,365 人   |

出典:

### 宗教
アファルターバッハには、福音主義教会とローマ＝カトリック教会があり、エホバの証人の集会所も存在する。

## 行政

### 議会
アファルターバッハの町議会は、14議席からなる。
町議会は、選出された議員と議長を務める町長で構成されている。町長は町議会において投票権を有している。

### 紋章と旗
図柄: 銀地（白地）で、基部に青い波帯、写実的に描かれた緑の葉と赤い実をつけたリンゴの木。
19世紀前半からゴブレットの図柄が村長の印章として用いられていた。これはこの集落がワインの産地であることを象徴したものであった。1936年に公式紋章について議論した際、シュトゥットガルト文書管理官が現在の「地口」の意匠を提案した。町名の前半部分にあたる「Affalter」は古語で「リンゴの木」を意味している。
町の旗は緑 - 白である。紋章と旗は、1965年5月24日に認可された。

### 姉妹自治体
アファルターバッハは以下の自治体と姉妹自治体関係にある。
- ノイハウゼン/エルツゲビルゲ（ドイツ語版、英語版）（ドイツ、ザクセン州）
- Téglás（ハンガリー、ハイドゥー・ビハール県）

## 経済と社会資本

### 交通
アファルターバッハは、路線バスを介してマールバッハでシュトゥットガルトSバーンに、そしてシュトゥットガルトに接続している。この他に、ラッシュアワー（早朝と午後）にはヴィネンデン行きのバスもある。アファルターバッハ町はシュトゥットガルト交通・運賃連盟に加盟している。最寄りの鉄道駅は、マールバッハ・アム・ネッカー (6 km)、ヴィネンデン (8 km)、バックナング (9 km)、ルートヴィヒスブルク (12 km) にある。

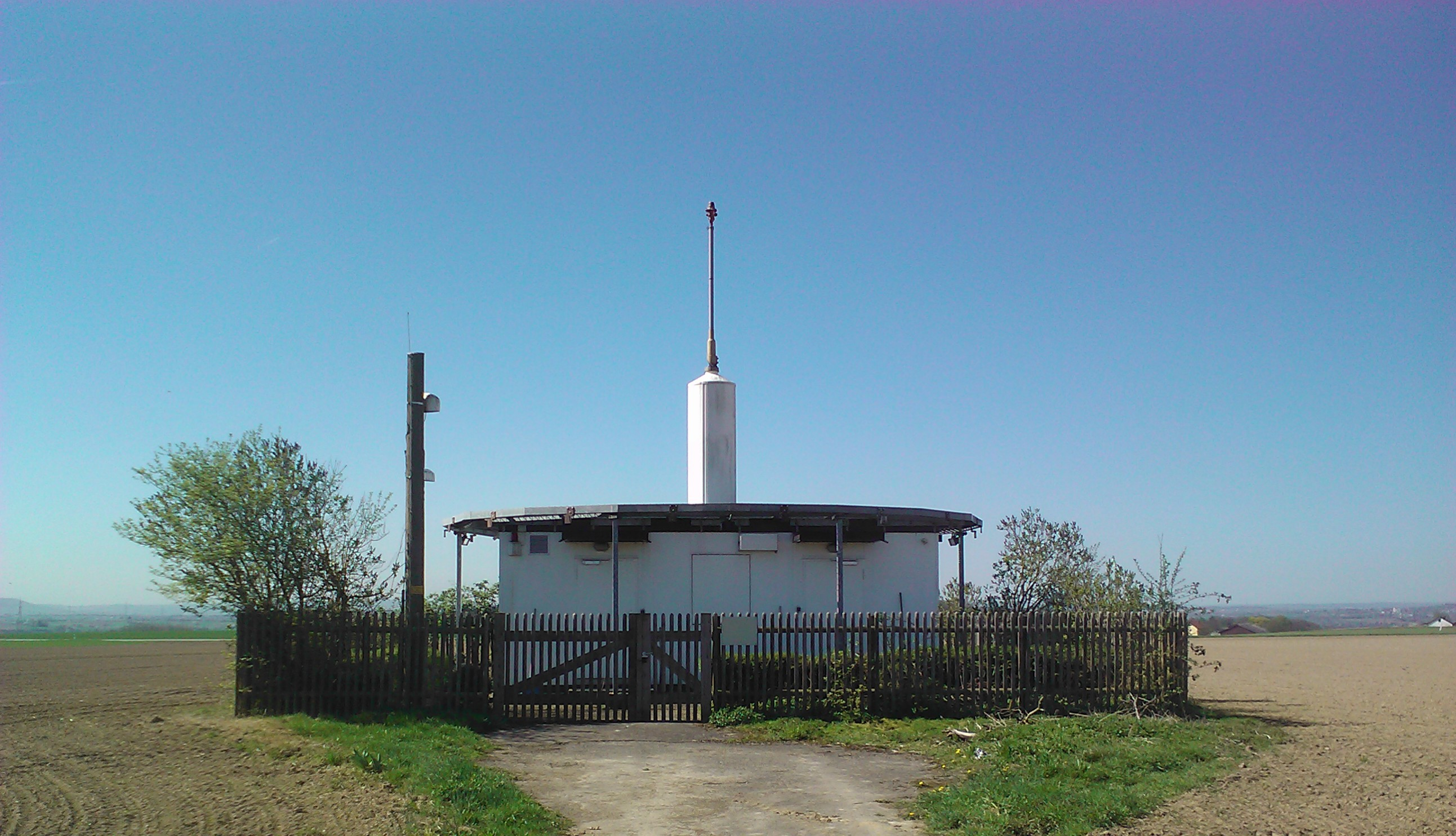
VOR ルーブルク

### 航空
アファルターバッハは、VOR ルーブルク (LBU) の所在地である。ここでは 109.2 MHz で標識信号を発信している。
最寄りの国際空港は、シュトゥットガルト近郊ラインフェルデン＝エヒターディンゲンのマンフレート＝ロンメル空港 (STR) である。

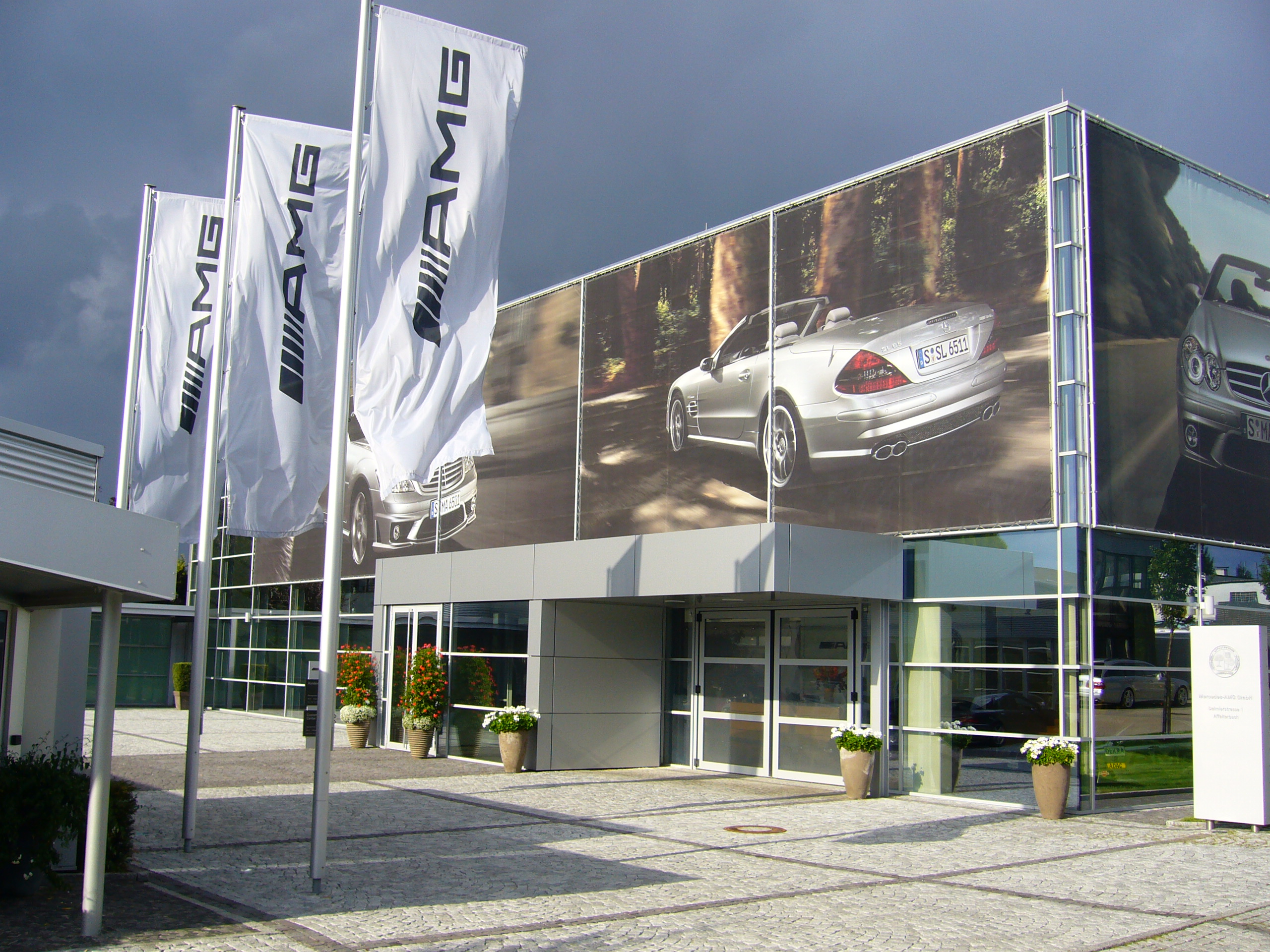
アファルターバッハのメルセデス AMG

### 地元企業
数多くの中小企業の他に、大企業もアファルターバッハに存在する。主なものに以下がある:
- メルセデス-AMG GmbH: メルセデス・ベンツ・グループ の子会社
- HWA（ドイツ語版）: 現在の DTM-チーム「AMG-メルセデス」から分離された自動車レース部門、および特殊車両製造の一部である。
- シュテルン GmbH、庭園家具、レジャー家具製造
- シュヴァーデラー GmbH、機械脚、鋼鉄脚、関節脚、アジャスト脚製造

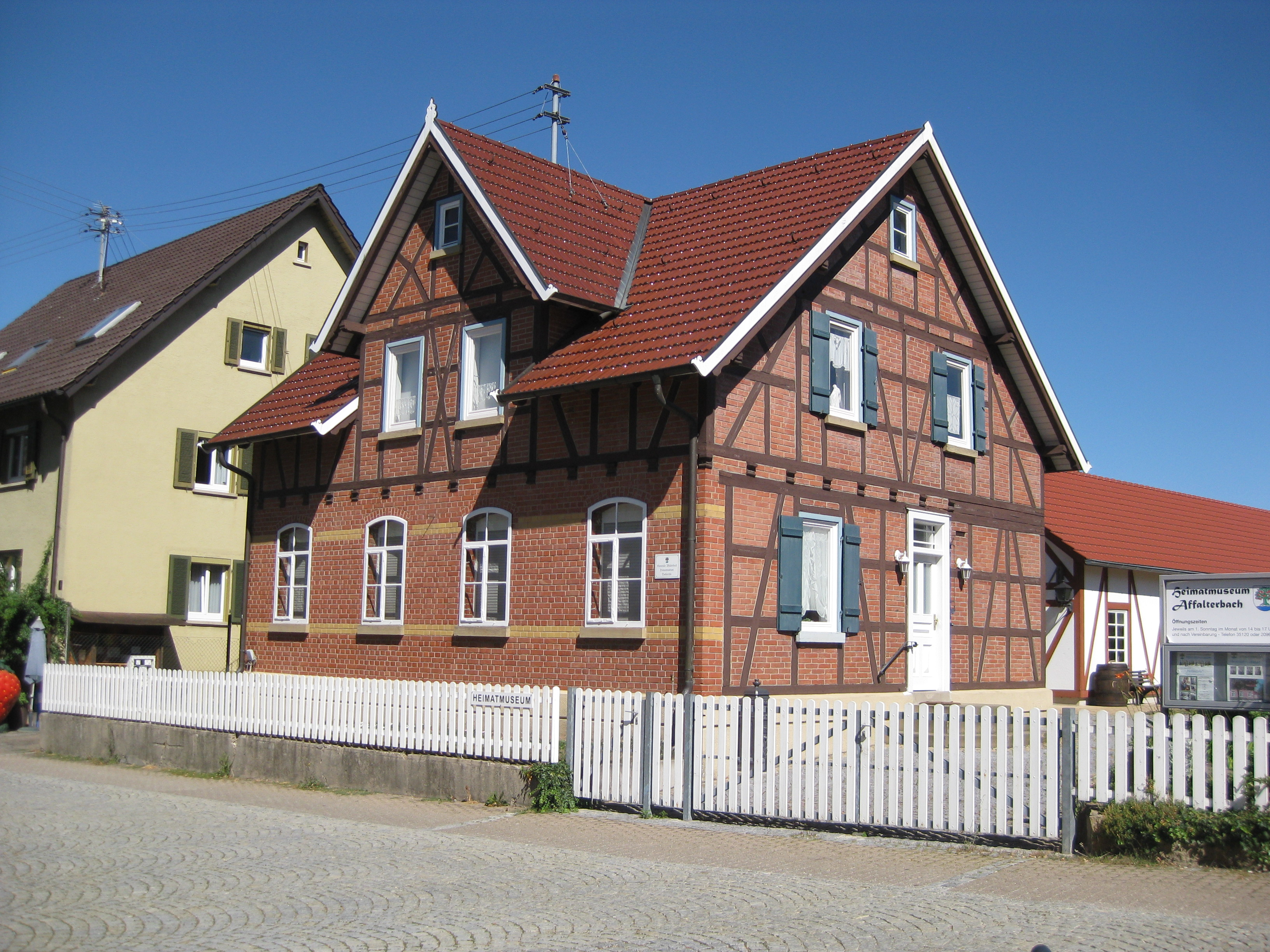
アファルターバッハ郷土博物館

### 公共施設
郡立クレーブラット養護ホームの老人・介護ホームがある。
2003年9月から、かつてのアファルターバッハ町長フリードリヒ・クルツの旧宅に郷土博物館が開館した。この建物の1階には町立文書館がある。

### 教育
アファルターバッハには、基礎課程学校アプフェルバッハシューレがある。この他の学校はマールバッハ・アム・ネッカーにある。町内には幼稚園が3園ある。

### ライフライン
この町の電力網とガス網は、Süwag エネルギー AG の子会社である Syna GmbH が運営している。上水道は、州の水供給システムによっている。ヘンデンミューレ汚水処理目的連合は、マールバッハ、シュタインハイム、ムル、グロースボットヴァール、ベニンゲンの排水浄化を担当している。塵芥処理は、ルートヴィヒスブルク郡の 100 % 子会社のルートヴィヒスブルク郡塵芥処理会社 (AVL) が行っている。AVLは、ルートヴィヒスブルク郡の委託を受けてゴミの削減、再利用、廃棄といった処理を行っている。

## 文化と見所

### 文化
最大のスポーツクラブが1909年に設立された TSV アファルターバッハで、サッカー、ハンドボール、ケーゲル、陸上競技、水泳、卓球、体操部門を有している。このクラブは、人工芝のフィールド、スタジアム、多目的体育館からなるスポーツ施設ホルツエッカーを利用している。TC アファルターバッハは屋外のクレーコート6面からなるテニス競技場を運営している。アファルターバッハ射撃クラブはレムベルクに射撃場を有している。この施設は、バーデン＝ヴュルテンベルク州最大のダーツクラブ（2008年現在）である DC ヴォルフスエルデンの練習場・試合会場にもなっている。この他に活発なクラブとして、アファルターバッハ音楽クラブ、アファルターバッハ消防団、ドイツ赤十字、キリスト教青年会、小動物飼育クラブ、オートバイクラブ、自転車競技クラブ、果樹・穀物栽培クラブ、チェスクラブ、グリルスポーツクラブがる。
文化面では、d'Gerstenlupfer や演劇愛好会ディー・レムベルガーが古典的なシュヴァーベン方言の演劇作品をレムベルクハレで上演している。同じくレムベルクにあるビアガーデン「7 アイヒェン」では、東からシュトゥットガルトを経て西側に至るまで 180度の眺望が得られるほか、野外ステージではコンサート、小演劇、スタンダップ・コメディが上演される。

### 見所
アファルターバッハの外れに高さ 365 m のレムベルクがある。天気の良い日には、レムベルクの上にあるブドウ畑は人気のハイキング地となる。

### トリビア
ラッパーのシンディーは、自分のメルセデス-AMGがアファルターバッハから届いたことにちなんで、「アファルターバッハ」という楽曲を発表した。